# Penelope

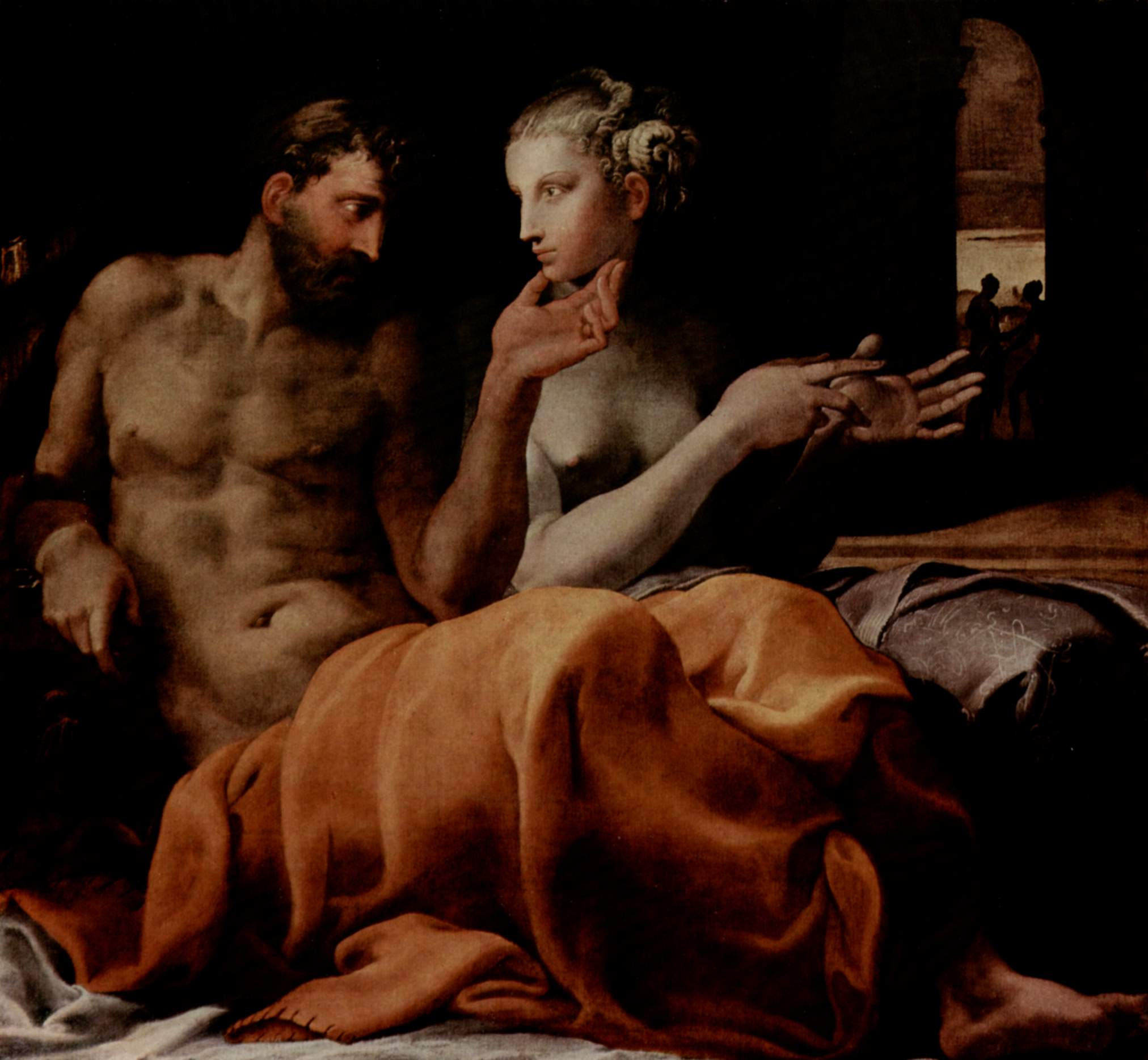
Odysseus và Penelope của Francesco Primaticcio (1563)

Penelpope (/pəˈnɛləpiː/ pə-NEL-ə-pee; tiếng Hy Lạp: Πηνελόπεια, Pēnelópeia, hay Πηνελόπη, Pēnelópē) là vợ của Odysseus trên đảo Ithaca, người anh hùng đã triệt hạ được thành Troia, nhân vật chính trong Sử thi Odysseus của Homer.

## Tiểu sử
Penelope là cháu của Helen (công chúa xứ Sparta). Cô không những xinh đẹp mà còn rất thông minh nên rất nhiều người đến cầu hôn. Cuối cùng, Penelope chọn Odysseus, vua xứ Ithaca. Sau khi về Ithaca một thời gian, cô sinh được một con trai. Nhưng chỉ không lâu sau đó, Odysseus phải gia nhập liên minh Sparta, tới thành thành Troia để đòi lại Helen. Với kế sách con ngựa gỗ, Odysseus cùng đồng đội đã triệt hạ được thành Troia.
Tuy nhiên hành trình trở về của Odysseus gặp muôn vàn khó khăn, mất tới mười năm trời ròng rã. Và người vợ chung thủy Penelope đã chờ ông trong từng ấy thời gian, khi hàng trăm kẻ quý tộc nhăm nhe ngai vàng Ithaca đến cầu hôn cô. Penelope đã đưa ra thử thách sẽ lấy người nào giương được cây cung của Odysseus và bắn tên xuyên qua khe của 12 chiếc rìu. Đương nhiên chỉ có Odysseus mới làm được. Penelope còn khéo léo thử thách chồng cô bằng bí mật về chiếc giường không thể dịch chuyển trong phòng hai người. Vợ chồng cô sau đó đoàn tụ trong hạnh phúc.